# Pilsensee
De Pilsensee is een meer in de Duitse deelstaat Beieren met een oppervlakte van 1,95 km². Het meer ligt in het district Starnberg, circa 31 km ten westzuidwesten van München. De Pilsensee was vroeger in het zuidwesten met de Ammersee verbonden maar door verlanding is deze verbinding verdwenen. Nu zijn de twee meren door een moeras, het zogenoemde Herrschinger Moos, van elkaar gescheiden. De waterstand in de Pilsensee is circa 1,2 m hoger dan het peil van de Ammersee en de afwatering naar de Ammersee loopt via de Fischbach door het moeras. Plaatsen aan het meer zijn Hechendorf, Seefeld en Widdersberg.

## Zie ook

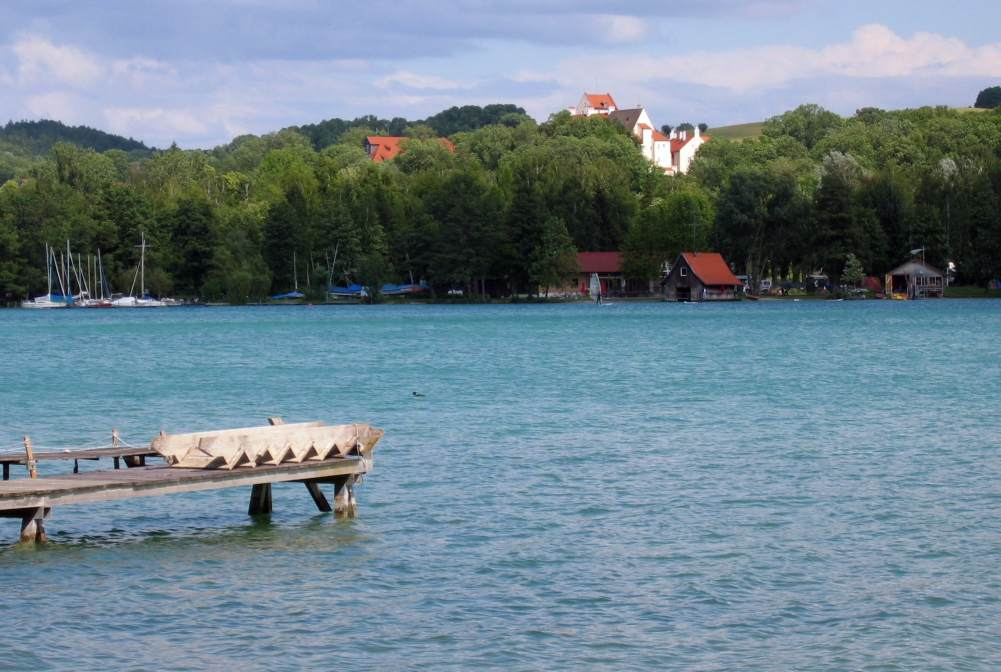
De Pilsensee met blik op Schloss Seefeld

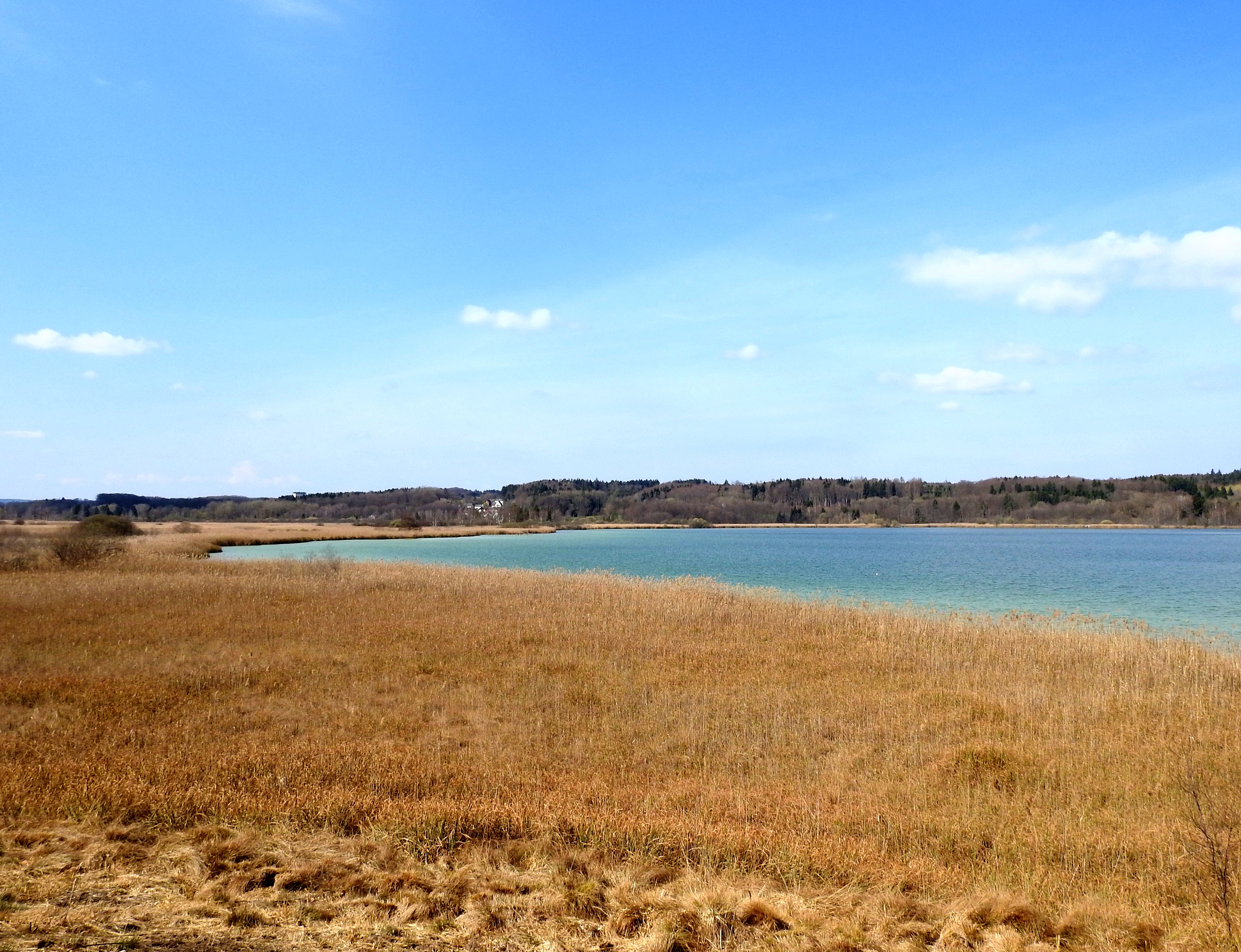
Het moeras tussen Pilsensee en Ammersee